# Alliance progressiste (Uruguay)
Pour le réseau mondial, voir Alliance progressiste.
L'Alliance progressiste (Alianza Progresista) est un parti politique uruguayen, membre de la coalition du Front large, fondé en 1999 et dirigé par Rodolfo Nin Novoa, vice-président de la République de 2005 à 2010, Víctor Rossi et Héctor Lescano, président du Parti démocrate chrétien, tête de liste de l'Alliance progressiste aux élections de 2004, et ministre du Tourisme de 2005 à 2012.
L'Alliance progressiste représente la tendance centriste du Front large, aux côtés de l'Assemblée Uruguay de Danilo Astori et du Nouvel Espace, avec qui il a formé, en août 2009, le Front Líber Seregni.
En raison de conflits internes au sujet du candidat à appuyer lors des primaires de juin 2009, l'Alliance progressiste a présenté deux listes lors de celles-ci, l'une, recevant l'appui de la majorité de l'Alliance, appuyant le candidat Danilo Astori, l'autre, représentant la tendance minoritaire de Víctor Rossi, appuya Marcos Carámbula . Ces deux candidats arrivèrent derrière José Mujica, représentant du Mouvement de participation populaire (MPP), qui fut donc désigné candidat officiel du Front large à la présidence, Astori devenant candidat à la vice-présidence.

## Source originale
- (es) Cet article est partiellement ou en totalité issu de l’article de Wikipédia en espagnol intitulé « Alianza Progresista » (voir la liste des auteurs).